# Стук, Батистен
Бати́стен Стук (итал. Batistin Stuck; фр. Jean-Baptiste Stuck; 6 мая 1680, Ливорно, Италия — 8 декабря 1755, Париж) — французский композитор эпохи барокко итало-немецкого происхождения, виолончелист.

## Биография
Родился в семье итальянского купца и немки. О его юности сведений практически нет. Известно, что в 1702 году он поступил на службу к графине де Лемос в Неаполе. Вскоре после этого, однако, он, вероятно, переехал в Париж, где стал под покровительство Филиппа Орлеанского и посвящал ему свои произведения, а также играл в Королевской капелле. В начале 1710-х годов, скорее всего, на некоторое время вернулся в Ливорно, поскольку в 1715 году там ставились его оперы, в 1714 году некоторое время находился при дворе курфюрста Баварии, затем вернулся во Францию, с 1722 года играл на виолончели в оперном театре. В 1727 году женился на дочери декоратора кабинета министров; детей в браке не имел. В 1728 году выступал с виолончелью в составе трио со скрипачом Жаном Пьером Гиноном и флейтистом Мишелем Блаве. В 1733 году получил французское подданство и после этого писал в основном произведения церковной музыки. Последние годы жизни провёл в стеснённых материальных условиях.
Написал три больших оперы («Méléagre» (1709), «Manto la fée» (1710), «Polydore» (1730)), а также оперу «Il Gran Cid» (ставилась в Ливорно в 1715 году и в Неаполе в 1718 году), множество балетов, ряд кантат, арий и так далее. Ряд его произведений переиздаётся до сих пор.